# جريمتا قتل أبيجيل ويليامز وليبرتي جيرمان
تم إيجاد جثتي أبيجيل ويليامز (23 يوليو 2003 – 13 فبراير 2017) وليبرتي جيرمان (27 ديسمبر 2002 – 13 فبراير 2017) في 14 فبراير 2017 بالقرب من طريق جسر مونون هاي، وهي جزء من طرق دلفي التاريخية في مدينة دلفي، ولاية إنديانا، الولايات المتحدة الأمريكية بعد اختفاء الفتاتين من نفس الطريق في اليوم السابق. تلقت جريمتا القتل تغطية عارمة من قِبَل وسائل الإعلام بسبب تسجيل فيديو وصوت يظهر شخصًا يُعتَقدُ بأنّه القاتل تم إيجاده على هاتف جيرمان النقال.
ألقي القبض القبض على مشتبه به في 26 أكتوبر 2022 وأدين بعد ذلك بتهمة قتل الفتاتين في 31 أكتوبر / تشرين الأول.

## جرائم القتل
في الساعة 1:35 من ظهر الإثنين، 13 فبراير / شباظ، 2017 أنزلت أخت جيرمان الكبري، كيلسي جيرمان، أبيجيل جويس «آبي» ويليامز البالغة من العمر 13 عامًا وليبرتي روز لين «ليبي» جيرمان البالغة من العمر 14 عامًا على طريق كاونتي 300 شمالًا، شرق طريق هوسيير هارتلاند السريع. كانت الفتاتان تمارسن رياضة السير على الأقدام على جسر مونون هاي فوق دير كريك، بين الغابات في بلدة دير كريك النائية. الساعة 2:07 ظهرًا، نشرت ليبي صورة لآبي وهي تسير على الجسر; بعد ذلك، لم يُسمَع منهن مجددًا. تم التبليغ عن فقدهن عند الساعة 5:30 مساءً بعد أن لم يلتقو بوالد ليبرتي عند الساعة 3:15 مساءً، بحثت العائلات عن الفتاتين وحدهم في البداية قبل أ ن يتصلو بالشرطة. في البداية لم تشك السلطات في وجود أمر مشبوه في اختفاء الفتاتين عندما مشّطو المنطقة سريعَا. ولكن، تغير ذلك بعد أن وجدو جثتي الفتاتين ظهيرة اليوم التالي، حوالي 5.0 ميل (0.80 كلم) شرقي جسر مونون هاي المهجور. تم إيجاد الجثتين في الجرف الشمالي في دير كريك.

## التحقيق
لم تنشر الشرطة تفاصيل عن مقتل الفتاتين. مع حلول يوم 15 فبراير / شباظ، 2017, بدأت شرطة ولاية إنديانا بنشر صورة لرجل تم الإبلاغ عن أنه شوهد في طريق جسر مونون هاي بالقرب من مكان مقتل الفتاتين; الصورة الغير واضحة تظهر رجلًا من القوقاز، يداه في جيوبه، رأسه للأسفل، يمشي على طريق الجسر، نحو الفتاتين. بعد عدة أيام، أصبح الرجل الذي ظهر في الصورة هو المشتبه به الرئيسي في جريمتي القتل.
في 22 فبراير، أذاعت سلطات إنفاذ القانون عن مقطع صوتيّ يحتوي على صوت المشتبه به، بالرغم من أن الصوت لم يكن واضحًا، ولكنه سُمِع يقول، «أسفل التلة.» وفي ذات المؤتمر الصحفي، أكدت جهات رسمية أن مصدر المقطع الصوتي والصورة كان هاتف جيرمان النقال، واعتُبِرَت جيرمان على أنها بطلة لامتلاكها الشجاعة وحضور الذهن حتى أمكنها تسجيل ذلك التبادل. أشارت الشرطة على وجود أدلة إضافية في هاتف جيرمان النقال ولكن تمت حمايتها ولم يتم نشر المزيد من التفاصيل حتى لا يتسبب ذلك في «الإضرار بأي محاكمة مستقبلية». وفي هذه الأثناء، تم وضع جائزة مالية قدرها 41,000$ على هذه القضية.
في 17 يوليو / تموز، قام الضباط بتوزيع رسم تخطيطي مركب لشخص كان يُظن أثناء التحقيق أن له يدًا في جرائم القتل. قام الشرطة كما يبدو بالرسم التخطيطي بناء على شهادات من شهود عيان لشخص كان يتنقل في طرق دلفي التاريخية يوم اختفاء الفتاتين.
في 19 أبريل / نيسان، 2019, شرطة ولاية إنديانا أعلنت عن أن القضية قد أخذت «منحًى جديدًا». في مؤتمر صحفي عقد في 22 أبريل / نيسان، أذاع المشرف دوغ كارتر بالنيابة عن شرطة الولاية وفريق العمل متعدد الوكالات عن مواد جديدة فيما يخص القضية. تضمنت هذه المواد مقطع فيديو قصيرًا يظهر مشتبهًا به يرتدي سروال جينز أزرق اللون وسترة يمشي على طريق الجسر لأكثر من ثانية بقليل، بيّن كارتر أنه بسبب حالة الجسر المتدهورة كان المشتبه به يسير بشكل غير طبيعي لوجود مسافات بين روابط الجسر.
عقِبَ ذلك تم الكشف عن رسم تخطيطي جديد، ونسخة أطول من المقطع الصوتي السابق، حيث يمكن سماع ارتفاع طفيف في صوت المشتبه به وهو يقول كلمة «يا رفاق...», قبل عبارة «أسفل التلة.» بعد ذلك تم التصريح على أن الرسم التخطيطي الأول، الذي يظهر رجلًا بلحية صغيرة مشذبة ويرتدي قبعة، تم اعتباره مشتبهًا به ثانويًّا; وظهر رسم تخطيطي مركب جديد خضع للتدقيق يظهر رجلًا حليق اللحية تم اعتباره المشتبه به الأساسي. الشرطة صرحت أن هذا الرجل يتراوح عمره بين 18 و 40 عامًا وتم التنويه على أن «مظهره الشبابي» قد يظهره أصغر سنًّا مما هو عليه.
كشف المحققون عن اعتقادهم بأن المشتبه به من المحتمل أن يكون مختبئًا على مرأى من الجميع، وأنهم شبه متأكدين أن منطقة دلفي مألوفة عند المجرم، سواءً كان ذلك لأنه يعيش أو يعمل هناك، أو لسبب ما آخر. قدّم مكتب خدمات الأطفال السابق نداء آخر للمساعدة في التعرف على سائق مركبة تم هجرها على طريق هوسيير هارتلاند السريع في دلفي، بين الظهيرة والساعة 5 مساءً في اليوم التي حصلت فيه جريمتي القتل.

### الأشخاص المشتبه بهم
في يوليو / تموز، 2019, مشتبه به مطلوب بتهمة خطف واغتصاب مرأة عمرها 26 عامًا في يوم 22 يونيو / حزيران في مقاطعة تيبيكانوي تمت إضافته إلى قائمة المشتبه بهم في تحقيق جريمتي قتل ويليامز وجيرمان، وفقًا لتوب ليزنبي، عمدة مقاطعة كارول. في يوم 27 يونيو / حزيران، 2019, تمت محاصرة المشتبه به من قِبَل الشرطة، وبعد خمسة ساعات من المقاومة، مات مُنتَحِرًا.
مشتبه به آخر، مُدان بقضايا جنسية من ولاية إنديانا، تم القبض عليه في مدينة وودلاند بارك, كولورادو في سبتمبر / أيلول عام 2017 وتمت إدانته بتهديد الغرباء بواسطة فأس قصيرة اليد على طريق مونومينت. في أوائل فبراير / شباظ عام 2018, صرحت السلطات أن المشتبه به المذكور لم يعد يُعتبر من ضمن المشتبه بهم في جريمتي القتل في دلفي.
في 27 يوليو / تموز، 2017, قام محققو شرطة ولاية إنديانا بإضافة مشتبه به آخر إلى قائمة المشتبه بهم في جريمتي القتل في دلفي.

### التطورات
في 26 أكتوبر / تشرين الأول، 2022, تم إلقاء القبض على مشتبه به وتلا ذلك ظهوره في المحكمة في 28 من نفس الشهر. في 31 أكتوبر / تشرين الأول، 2022, أعلنت شرطة ولاية إنديانا أنّه تمت إدانة ألين بجريمتي القتل. تم تحديد موعد محاكمته في مارس / آذار، 2023.

## النصب التذكارية
استجابةً لطلب من والدة جيرمان، قام أصحاب المنازل على مر وسط ولاية إنديانا بتعليق أضواء برتقالية أمام منازلهم، لإيحاء ذكرى الفتاتين، وأيضًا للإشارة إلى أن القضية ماتزال غير محلولة.
في أغسطس / آب، 2017, أعلنت العائلات عن خططها لبناء مجمع رياضي في دلفي في ذكرى الفتاتين. تم إنشاء منظمة غير ربحية تحت مسمّى مؤسسة L & A بارك، «للاحتفال ولإحياء ذكرى ليبي جريمان وآبي ويليامز عن طلريق إنشاء مكان لتقدير الطبيعة، الفن، المسرحيات، ومكان لشتّى الرياضات من أجل الأجيال القادمة.» تم شراء الموقع على بعد ميل من شمال دلفي، وفي السنوات التي تلت موت الفتاتين، استمرّ التقدم في تطوير حديقة آبي وليبي التذكارية. في عام 2020, حصلت مؤسسة L & A بارك على جائزة NBA All Star 2021 Legacy Grant.

## أنظر أيضا
- قائمة الأطفال الأمريكيين المقتولين
- قائمة جرائم القتل التي لم تحل
- مقتل أبريل تينسلي